# Mespilia globulus
Oursin-smoking, oursin royal, oursin boule
Espèce
L’oursin-smoking (Mespilia globulus) est une espèce d'oursin régulier tropical de la famille des Temnopleuridae, caractérisé par les larges bandes bleues qui parcourent son corps.

## Description
C'est un petit oursin régulier de forme presque sphérique, dont le diamètre de la coquille (appelée « test ») peut aller jusqu'à 5 cm. Les piquants (« radioles ») sont fins et assez courts, n'excédant pas 2 cm, densément disposés et annelées de noir ou de brun avec la pointe blanche. Ces radioles sont disposées en cinq fois deux bandes bien délimitées (dites « ambulacraires »), tous les piquants de chaque bande étant comme « brossés » dans le même sens. Ces bandes alternent avec dix autres bandes dépourvues de piquants (bandes perradiales et interradiales), vivement colorées le plus souvent d'un bleu profond (le plus souvent Bleu canard, bleu Klein, bleu roi ou vert de gris, mais parfois aussi verdâtre ou presque noires), et dont l'aspect fait penser à du velours. Il s'agit en fait d'un tapis de petits pédicellaires globifères denticulés.
Il ressemble beaucoup à son parent Tripneustes gratilla, qui a cependant des radioles plus longues et moins bien « brossées », et dont les zones nues ne présentent pas l'aspect de velours caractéristique. Microcyphus rousseaui lui ressemble aussi, mais ne partage pas la même aire de répartition (Océan Indien occidental et mer rouge).

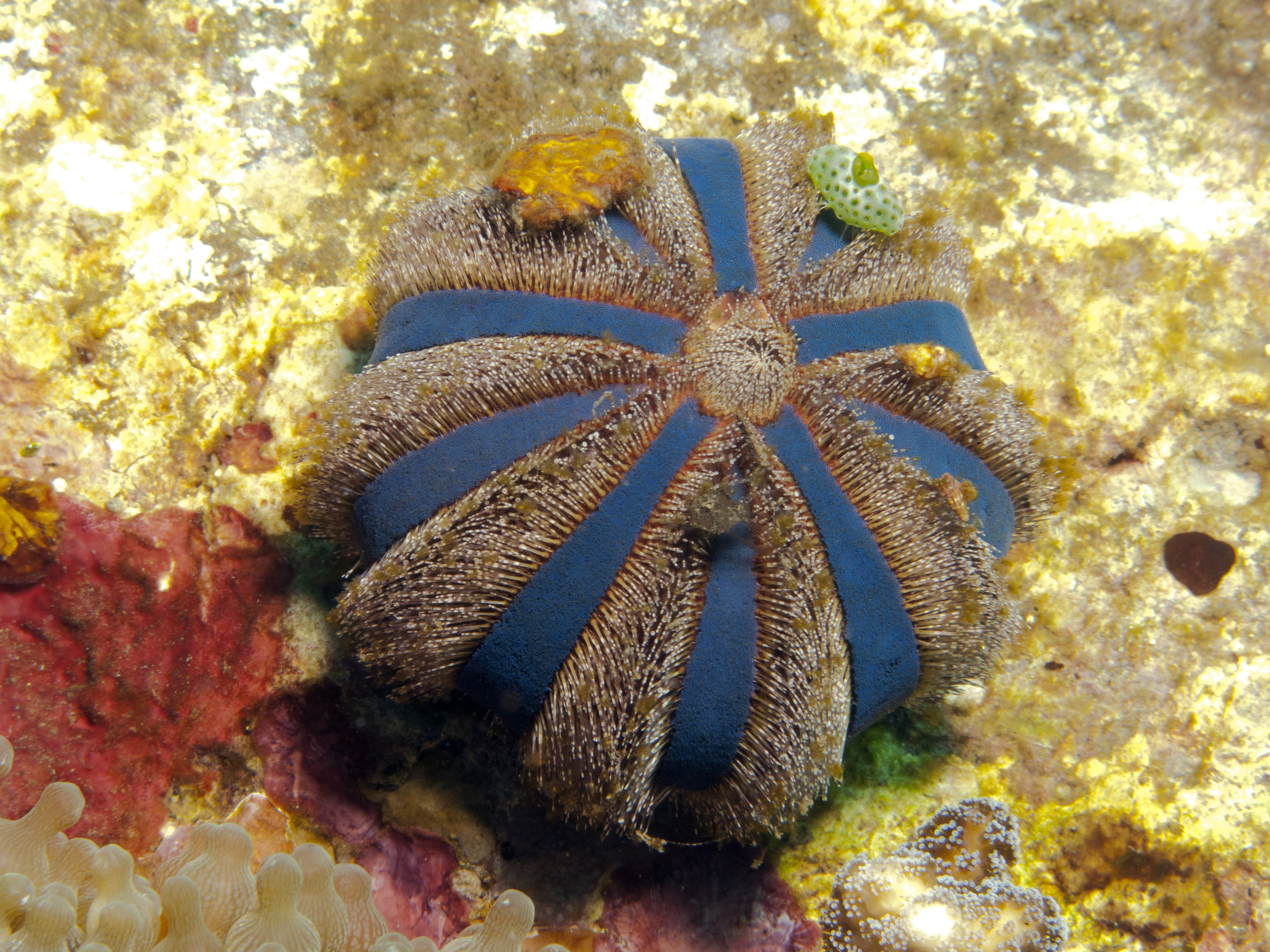
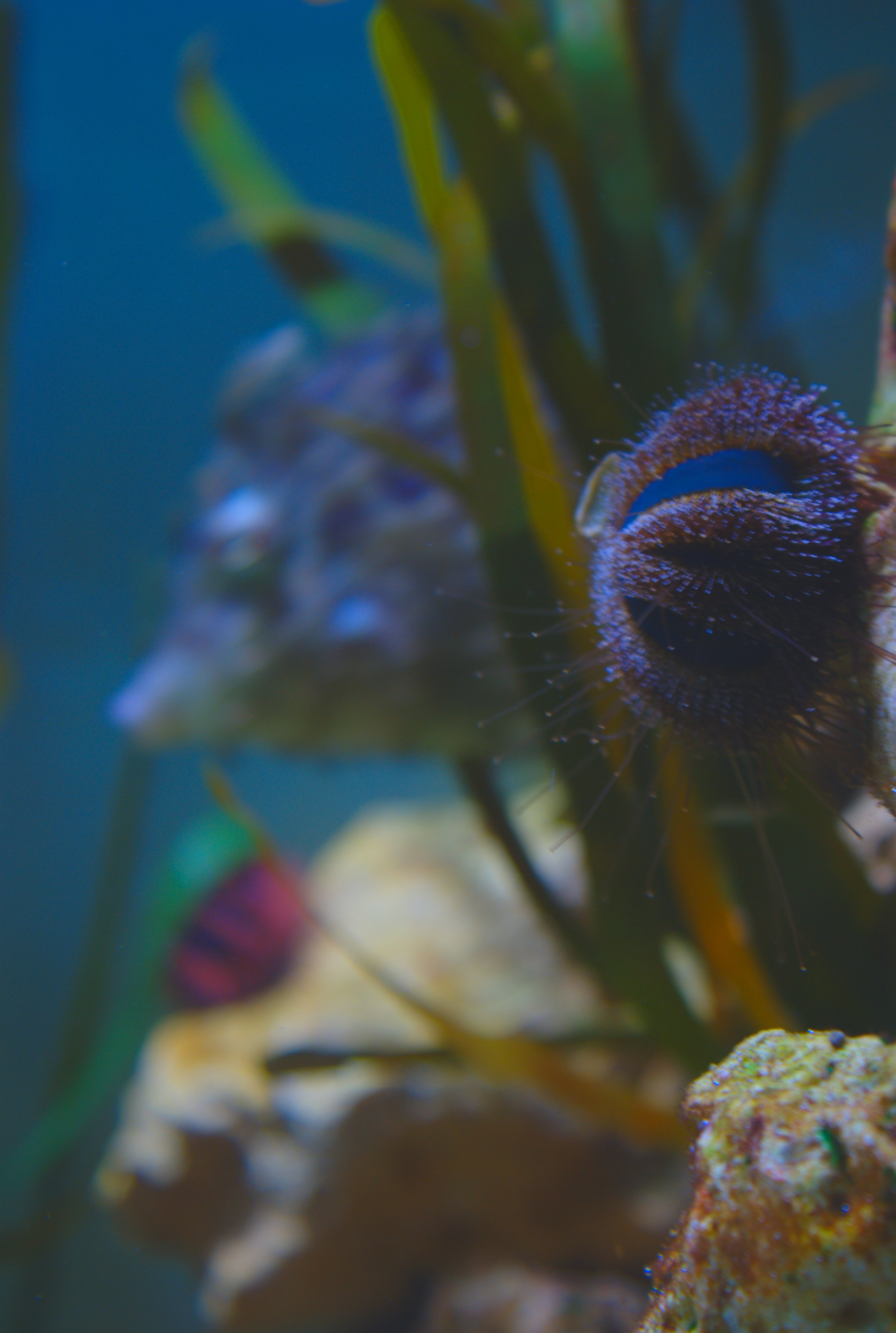
Un oursin-smoking en aquarium.
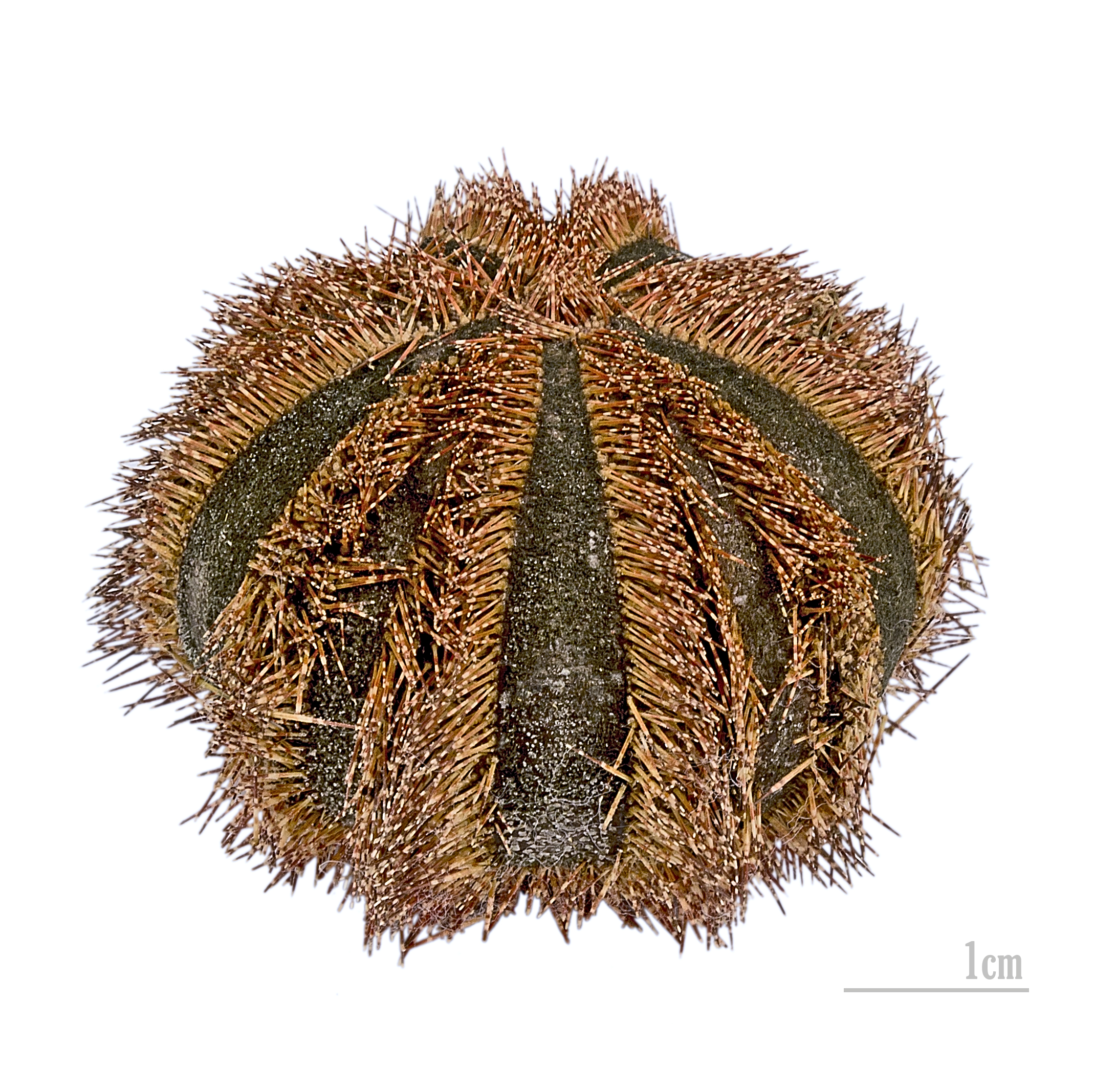
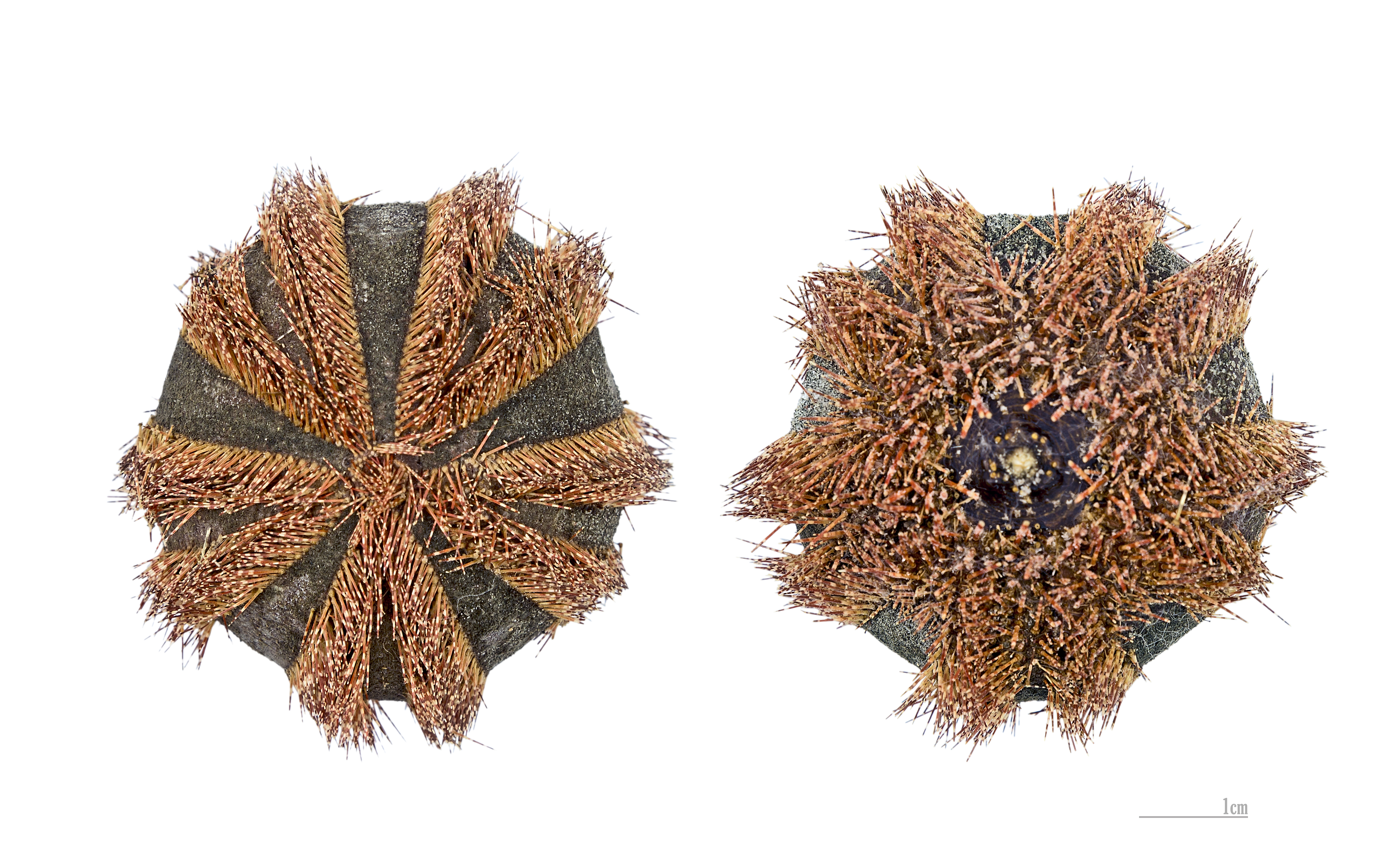
Face supérieure et inférieure
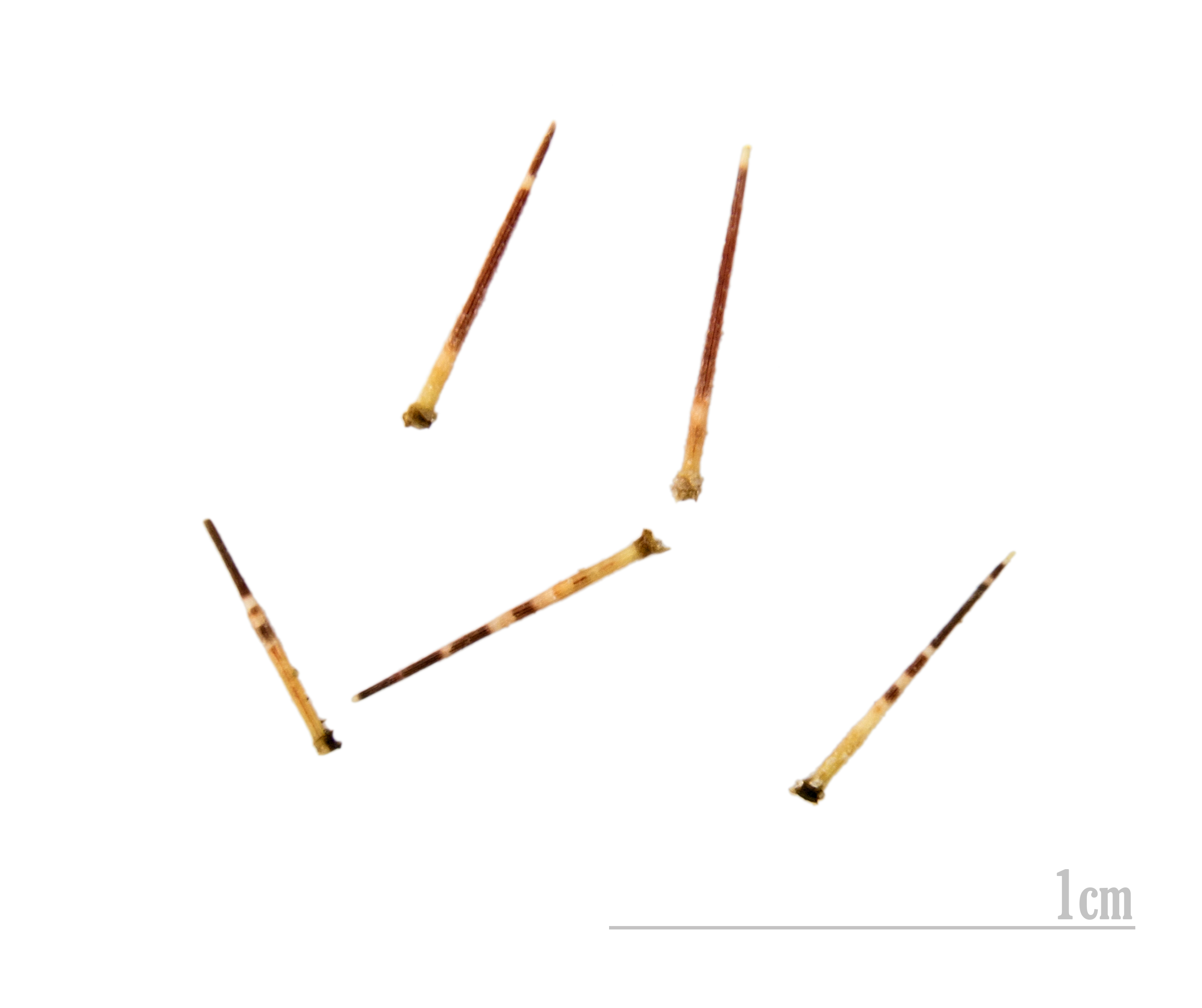
Radioles.

## Répartition
Cet oursin se rencontre dans l'Indo-Pacifique et plus précisément en Océanie, entre les Maldives et la Micronésie et de la Malaisie à la Nouvelle-Calédonie. On le trouve sur les platiers et les herbiers, entre la surface et 5 m de profondeur, parfois plus.

## Écologie et comportement
C'est un oursin nocturne, qui vit caché le jour dans des anfractuosités ou sous des pierres ou du corail. Grâce à ses podia, il peut agglutiner des morceaux de substrat (coquilles, roches, débris...) pour se camoufler ou se protéger.
Il se nourrit principalement d'algues, et son espérance de vie est de 5 ans.
La reproduction est gonochorique, et mâles et femelles relâchent leurs gamètes en même temps en pleine eau, où œufs puis larves vont évoluer parmi le plancton pendant quelques semaines avant de se fixer.
Certains invertébrés peuvent vivre en symbiose ou en commensalisme avec l'oursin smoking, comme le petit crabe Zebrida adamsii. L'oursin est parasité par Vitreobalcis holdsworthi, un petit gastéropode de la famille Eulimidae.

## L'oursin-smoking et l'Homme
Du fait de la taille et du mode de vie cryptique de cet animal, il est assez difficile à rencontrer et les piqures par inadvertance sont rares (et bénignes).
Cet oursin est aussi apprécié en aquariophilie marine tropicale pour ses belles couleurs. Cependant, il a tendance à les perdre en captivité pour devenir parfois presque grisâtre.

## Systématique
L'espèce a été décrite par le naturaliste suédois Carl von Linné en 1758, sous le nom initial d'Echinus globulus.

### Synonymie
- Echinus globulus Linné, 1758 -- Protonyme
- Mespilia whitmaei Bell, 1881
- Mespilia levituberculatus Yoshiwara, 1898
- Mespilia microtuberculata Lambert & Thiéry, 1910
- Mespilia whitei Lambert & Thiéry, 1910

### Nom vernaculaire
Son nom français d'« Oursin-smoking » fait naturellement référence à ses élégantes bandes bleues veloutées. Il est parfois aussi appelé oursin-boule, oursin-globe, oursin royal, ou oursin grimpeur. 

Son nom scientifique vient du latin, Mespilia désignant la nèfle et globulosus signifiant « globuleux ».
Dans les autres langues, on l'appelle blue tuxedo puncushion urchin, Sphere urchin, globe urchin ou encore royal urchin en anglais, Riccio globo, riccio pallina ou riccio sfera en italien, et Kugelseeigel en allemand.